# Compañía General de Comercio Gran Pará y Maranhão
La Compañía del Gran Pará Y Maranhão (en portugués: Companhia Geral de Comércio  Grão-Pará e Maranhão) fue una  empresa fletada portuguesa creada por Portugal en 1757 y sirvió a la colonia del estado de  Grão-Pará y Maranhão, con sede en la colonia portuguesa en Brasil. Se consideró oficialmente que los empleados de la empresa estaban al servicio de Su Majestad, y eran responsables directamente ante Lisboa.

## Historia
La empresa autorizada fue fundada por el Marqués de Pombal, quien entonces era un poderoso ministro portugués, para desarrollar y controlar la actividad comercial en el estado de Grão-Pará y Maranhão; incluyendo un monopolio del comercio de esclavos africanos, dada la prohibición de esclavizar a los pueblos indígenas de la región, y del transporte naval de todas las mercancías de la región por un período de 20 años. Al acumular tantos privilegios, la empresa constituida también provocó resentimiento hacia las élites locales, las cuales fueron desatentidas por el Marqués de Pombal, que quería proteger sus intereses financieros en la región. Una ventaja adicional para el gobierno fue que su control de la empresa le dio los medios para encubrir la práctica generalziada del contrabando y evasión de impuestos.
Con todo de las actividades de la compañía, comercio con Portugal, anteriormente mínimo, empezó para prosperar. Los barcos de la compañía dejaron Belém, fundados en 1616 por el reino, pesó abajo con arroz, algodón, cacao, jengibre, madera y plantas medicinales, y además el tráfico de esclavo. Entre 1755 y 1777, la población estimada de esclavos africanos -  habían sido tomados de sus casas en Cacheu, Bissau y Angola - creció de 3,000 a 12,000, todo de quien había sido comprado con fondos de compañía.
Con la muerte del Rey de Portugal, Joseph I, y la caída de su estadista potente el Marqués de Pombal, el periodo sabido como Viradeira empezó. Mary I Reina, Joseph I  hija, estuvo contendido con todo del Marqués de Pombal  políticas, y en  1778 no sólo revoque el monopolio pero cerró la compañía él.